# Escoutoux
Escoutoux – miejscowość i gmina we Francji, w regionie Owernia-Rodan-Alpy, w departamencie Puy-de-Dôme.
Według danych na rok 1990 gminę zamieszkiwały 1034 osoby, a gęstość zaludnienia wynosiła 38 osób/km² (wśród 1310 gmin Owernii Escoutoux plasuje się na 217. miejscu pod względem liczby ludności, natomiast pod względem powierzchni na miejscu 271.).